# Marcin Ruar
Marcin Ruar (niem. Martin Ruar(ius), pseudonim: Aretius Crispinus, ur. w 1589 w Krempe (Holsztyn), zm. w 1657 w Straszynie koło Gdańska) – działacz reformacyjny braci polskich, propagator unitarianizmu i tolerancji religijnej m.in. w Polsce, pisarz, duchowny i teolog.

## Życiorys
Syn luterańskiego nauczyciela, studiował w Altdorf bei Nürnberg, gdzie zapoznał się z poglądami Socyna i przyjął unitarianizm, następnie ukończył studia prawnicze w Lejdzie. Wszechstronnie wykształcony, znający biegle wiele języków, odbył liczne podróże (Dania, Francja, Włochy, Niderlandy i kraje niemieckie), propagując antytrynitaryzm. Zyskał opinię jednego z najbardziej wykształconych ludzi swojej epoki. Zaproponowano mu stanowisko profesora w Cambridge, jednak odrzucił tę korzystną propozycję, żeby nie być zmuszonym do wyrzeczenia się swojej wiary. W 1614 przyjechał do Polski i był przez rok rektorem Akademii Rakowskiej, jednak zrezygnował, bo nie odpowiadały mu rygory zawodu wykładowcy.
Wyjechał do Gdańska, gdzie był duchownym w zborze braci polskich (wygłaszał kazania w języku niemieckim dla nowych konwertytów). Wyróżniał się liberalnymi poglądami, nie był doktrynerem i usiłował pogodzić mennonitów z remonstrantami. Ożenił się z bogatą mieszczką gdańską i nawrócił żonę, jej rodzinę, znajomych i wielu gdańszczan. Te sukcesy nie uszły uwagi rajców miejskich, którzy w większości należeli do miejscowego Kościoła luterańskiego. Za wzorem polskiego Sejmu (który wygnał braci polskich z Rakowa), rajcy skazali w 1638 Ruara na banicję po 7 latach pobytu w Gdańsku. Jednak Ruar jako prawnik zażądał oficjalnego procesu sądowego, powoływał się też na poparcie polskich magnatów – protektorów braci polskich. Argumentował, że doktryna jego wiary, niesłusznie nazywana „arianizmem”, bazuje w rzeczywistości na Biblii. Rajcy odwołali banicję pod warunkiem zaprzestania działalności misyjnej.
Po pięciu latach Ruar uzyskał od króla Władysława immunitet w Gdańsku. Zaczął ponownie z sukcesem nawracać gdańskich mieszczan, co w 1643 spowodowało kolejne skazanie go na banicję z miasta. Ruar uciekł do Warszawy, gdzie starał się uzyskać poparcie dla swojej sprawy, argumentując, że jego banicja jest początkiem prześladowań religijnych w Polsce. Mimo że pozwolono mu wrócić do Gdańska, to jednak wolał mieszkać poza miastem, w Straszynie, gdzie spędził resztę życia, pisząc wiele dzieł, propagujących jego wiarę, korespondując i opiekując się gdańskim zborem.